# Rocca Costanza
La Rocca Costanza  est une ancienne forteresse située dans la commune de Pesaro, province de Pesaro et d'Urbino dans les Marches,.
La forteresse fut construite au XVe siècle par la famille Sforza, alors seigneurs de la ville de Pesaro.

## Historique

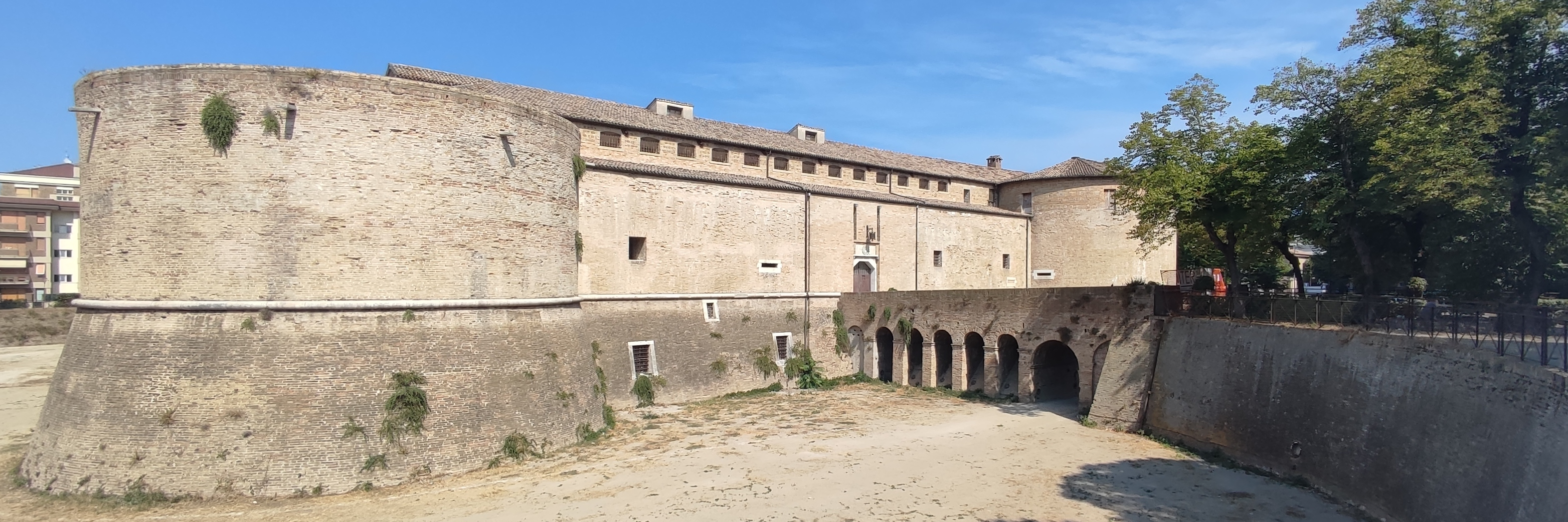

La forteresse a été commandée par Costanzo I Sforza (it), seigneur de la ville qui voulait compléter le système défensif commencé par son père Alessandro Sforza dans les premières années de la seigneurie familiale. Le projet fut initialement confié à l'ingénieur Marchesi Giorgio de Settignano mais, après quelques mois, il passa à un autre architecte, peut-être Luciano Laurana, dont la présence à Pesaro est attestée par un contrat daté de 1476 pour la fourniture de matériaux de construction destinés au chantier de la forteresse. Elle fut achevée en 1483 par Cherubino di Giovanni da Milano. En 1500, pendant une courte période, la ville et la forteresse passèrent sous la domination de César Borgia, mais, en 1503, la possession de la famille Sforza fut rétablie.

### Sous les États pontificaux
En 1657, le territoire du duché et la ville passèrent aux États pontificaux qui en conservèrent la possession jusqu'à l'unification de l'Italie en 1861.

### Usage civil après l'unification de l'Italie
En 1864, la structure fut transformée en prison en divisant l'étage supérieur en cellules, fonction qu'elle remplit jusqu'en 1989.

### Musée et site d'archives
Rénovée à plusieurs reprises, la forteresse est à nouveau en restauration pour en faire le siège du Musée de la Fondation Dario Fo et Franca Rame et des Archives de l'État,. Depuis 2023, le bâtiment accueille principalement des événements, des festivals, des concerts, des spectacles de théâtre et de danse pendant l'été.

## Description
La forteresse a été construite dans l'angle sud-est des murailles de Pesaro, à une courte distance du rivage de la mer Adriatique et est aujourd'hui entourée d'espaces verts piétonniers, d'un parking et d'un petit parc. Il présente la structure quadrilatérale classique avec des rideaux rectilignes qui unissent les tours cylindriques massives situées aux quatre coins à l'intérieur desquelles se trouvent les escaliers en colimaçon pour y accéder.

## Galerie

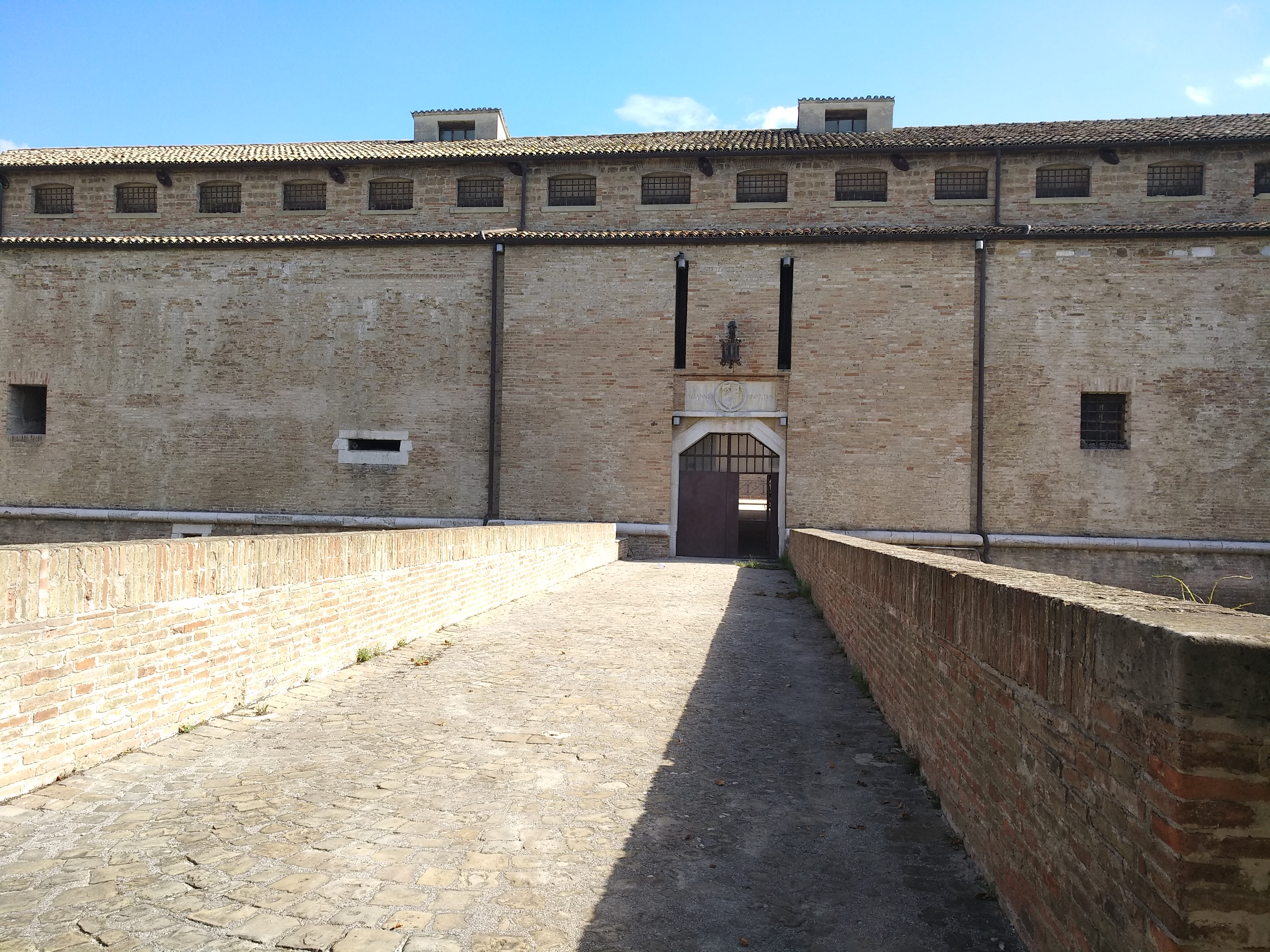
La cour intérieure.
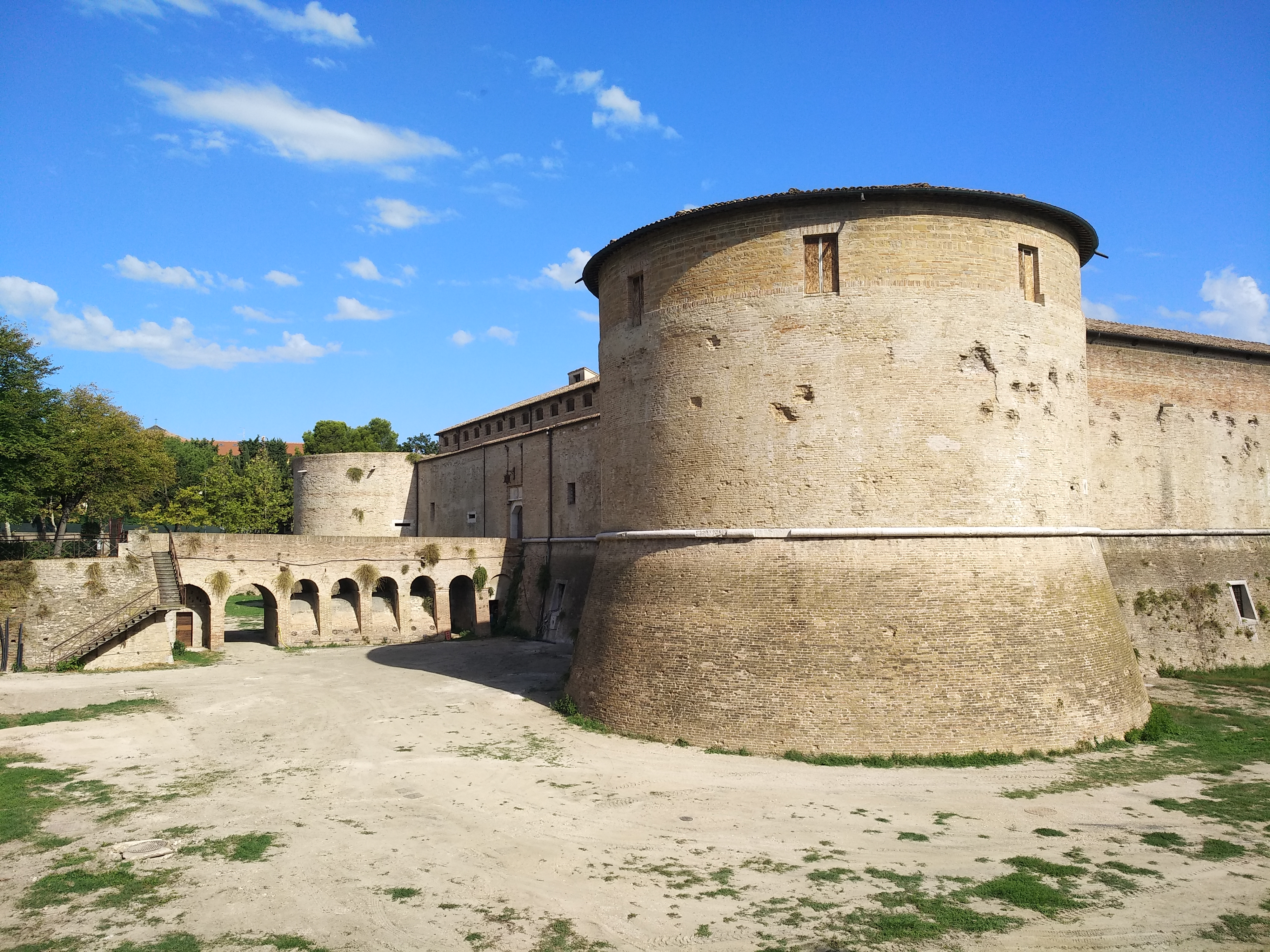
Une tour d'angle et l'entrée.